# Capaneu

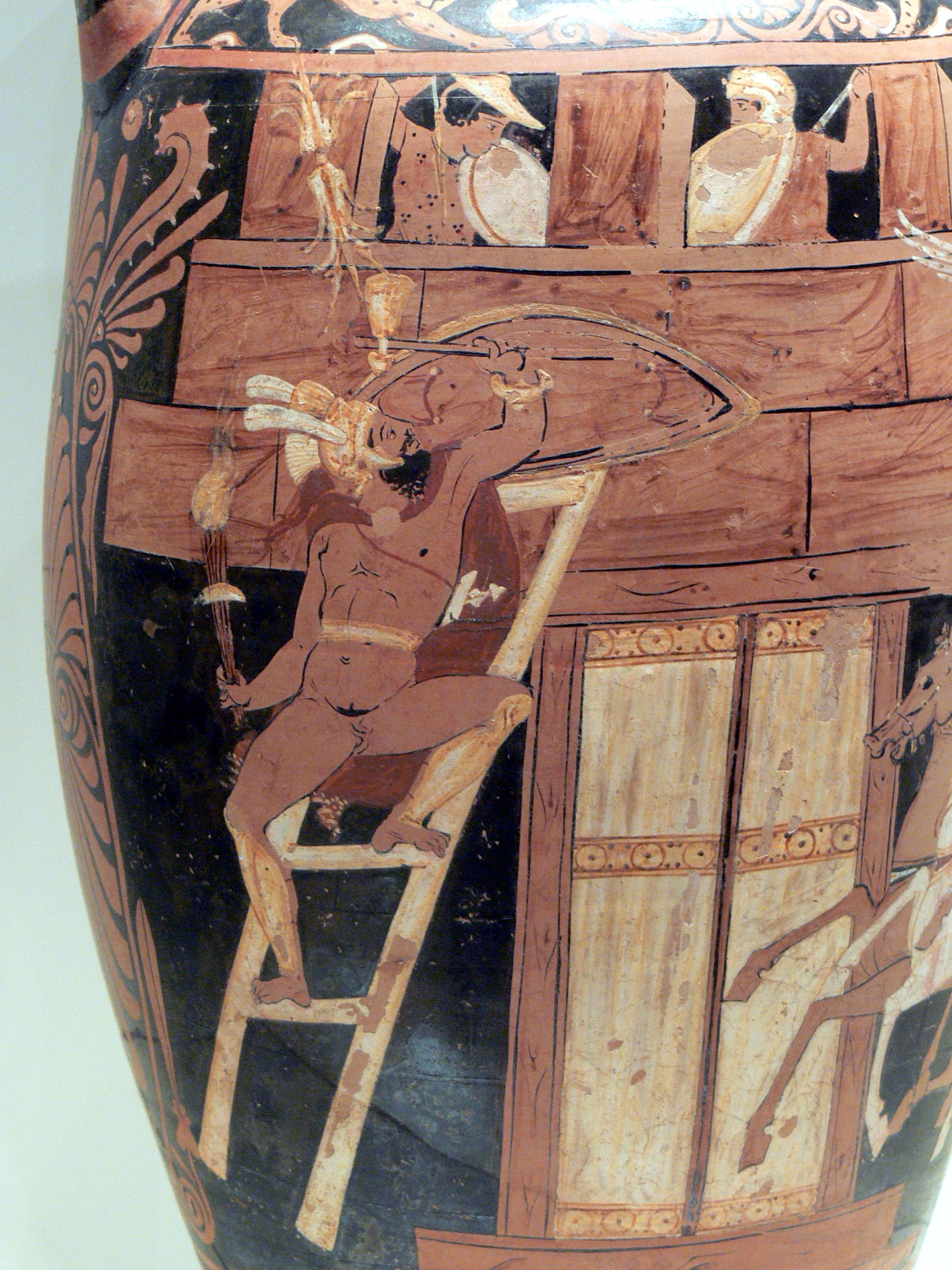
Capaneu enfilant-se per la muralla de Tebes, imatge en una àmfora datada circa el 340 aC, museu Getty.

Capaneu (en grec antic: Καπανεύς)  fill d'Hipònous i d'Astinome (o Laodice) va ser un dels mítics set Cabdills tebans que van marxar des d'Argos a Tebes.

## Relacions familiars
El pare de Capaneu era Hipònous el qual era fill d'Iocles, net d'Astacus i rebesnet d'Hermes i d'Astabe, una filla de Peneu, un déu fluvial.
Segons unes versions la mare de Capaneu era Astínome, filla de Tàlau, rei d'Argos i un dels argonautes. Però segons altres versions seria fill de Laodice, la filla d'Ifis,
Capaneu estava casat amb Evadne (filla del rei Ifis d'Argos), amb qui va ser pare d'Estènel. Altres versions de la llegenda diuen que la seva esposa es deia Ianira.

## El personatge
Les llegendes presenten aquest personatge com un guerrer destacat per la seva corpulència i gran força. També era conegut per la seva arrogància. En una ocasió es va plantar davant les muralles de Tebes durant un setge i es va posar a cridar que ni tan sols Zeus podria impedir l'assalt dirigit per ell. En les narracions d'Èsquil, se'l descriu portant un escut on hi ha dibuixat un home sense armadura amb una torxa a la mà i una inscripció que diu: «Cremaré la ciutat».
Capaneu mor víctima de la seva provocació al déu. Zeus li envia un llamp mentre està pujant per una escala de la muralla. Evadne no pot suportar la pèrdua del seu marit i es llança a la pira funerària.

## Autors
La llegenda de Capaneu ha sigut narrada per diferents autors: Èsquil en Els set contra Tebes, Eurípides, i el poeta romà Estaci.

## A la Divina Comèdia
Considerat el prototip de l'home que té massa confiança en si mateix; això ve de la visió que en dona Dante. A la Divina Comèdia, el trobem a l'Infern al tercer anell del setè cercle, entre els blasfems, violents de paraula contra Déu, estirat d'esquena a terra i rebent una pluja de foc constant.
Igual que en vida va ser orgullós i no creia que ningú fos superior a ell mateix, així en el Cant Catorzè de l'Infern de Dante (vv 43-72) mostra menyspreu i indiferència davant del càstig diví, fent una burla de les flames, que com pluja, li cauen a sobre, igual que a la resta de condemnats d'aquesta secció.
Adonant-se dels dos poetes, dirigeix les seves paraules de desafiament cap a la justícia divina en un llarg paràgraf. Virgili, després d'haver escoltat l'improperi, es torna furiós contra el condemnat i li diu (paràfrasi): «Capaneu, el teu càstig està en la teva pròpia supèrbia implacable i en la teva ràbia contínua, que són adequades al teu pecat» (vv 63-66).
Es donaria a entendre, que Déu no el vol castigar obligant-lo a sotmetre's, ni procurant-li penes físiques, sinó que el seu càstig és realment la seva supèrbia eterna i la seva ràbia impotent, deguda a la repetició contínua del seu pecat.